# 4-Nitropyren
4-Nitropyren ist eine chemische Verbindung aus der Gruppe der nitrierten polycyclischen aromatischen Kohlenwasserstoffe.

## Vorkommen
4-Nitropyren wurde vor 1980 in Tonern von Fotokopierern und Tabakrauch nachgewiesen.

## Gewinnung und Darstellung
4-Nitropyren kann durch elektrophile Nitrierung von Pyren hergestellt werden. Alternativ kann die Verbindung durch Dehydrierung des 4-Nitro-1,2,3,6,7,8-hexahydropyrens mit Chloranil gewonnen werden.

## Eigenschaften
4-Nitropyren ist ein gelbliches, oranges bis braunes, kristallines Pulver.

## Regulierung
Über den Safe Drinking Water and Toxic Enforcement Act of 1986 besteht in Kalifornien seit dem 1. Oktober 1990 eine Kennzeichnungspflicht für Produkte, die 4-Nitropyren enthalten.

## Externe Links zu erwähnten Verbindungen
1. ↑  Externe Identifikatoren von bzw. Datenbank-Links zu 4-Nitro-1,2,3,6,7,8-hexahydropyren:  CAS-Nr.: 88535-47-1, PubChem: 184879, Wikidata: Q83119201.